# Fredric Ulric von Essen
Fredric Ulric von Essen, född 22 juli 1721, troligen i Stockholm, död 18 augusti 1781, var en svensk friherre under frihetstiden.

## Biografi
Fredric Ulric von Essen var son till baron Reinhold Wilhelm von Essen i dennes andra äktenskap med grevinnan Margareta Christina Frölich, som var dotter till Carl Gustaf Frölich.
Efter studier vid Uppsala universitet och utrikes resor, blev han kammarherre hos kronprins Gustaf. Han ägnade sig därefter åt skötseln av sin farbrors, generallöjtnant Hans Henrik von Essens gods, Kavlås slott. Han gjorde sig här känd en skicklig lanthushållare, och var en av de första i Sverige som införde ordnad skogshushållning och klövercirkulation.
Von Essen var engagerad i mösspartiet, med början vid 1755 års riksdag. År 1765 invaldes han i sekreta utskottet och bankodeputationen. Han deltog 1772 i den grupp av riksdagsledamöter som hade till uppgift att överbrygga konflikterna mellan möss- och hattpartiet.
Fredric Ulric von Essen var gift med friherrinnan Anna Charlotta Kruuse af Verchou, vars mor tillhörde ätten Lilliehöök af Fårdala. Samtliga senare ättlingar av friherrliga ätten nr 158 och grevliga ätten nr 118, är ättlingar till dessa båda. Ett av deras barn var Hans Henrik von Essen; ett annat dottern Sofia Magdalena som gifte sig med Carl Philip von Blixen-Finecke. En sonson var Fredric Ulric von Essen den yngre, en annan Ture Gustaf von Essen.